# Langley (Schiff, 1913)
Die USS Langley (CV-1) war der erste Flugzeugträger der United States Navy. Sie war 1922 aus einem zwei Jahre währenden Umbau des Marine-Kohlentransporters USS Jupiter hervorgegangen. 1936 erfolgte ein weiterer Umbau zum Seeflugzeugträger.
Am 27. Februar 1942 musste die Langley auf dem Weg nach Java nach einem japanischen Luftangriff aufgegeben und von den eigenen Begleitzerstörern versenkt werden.

## Geschichte

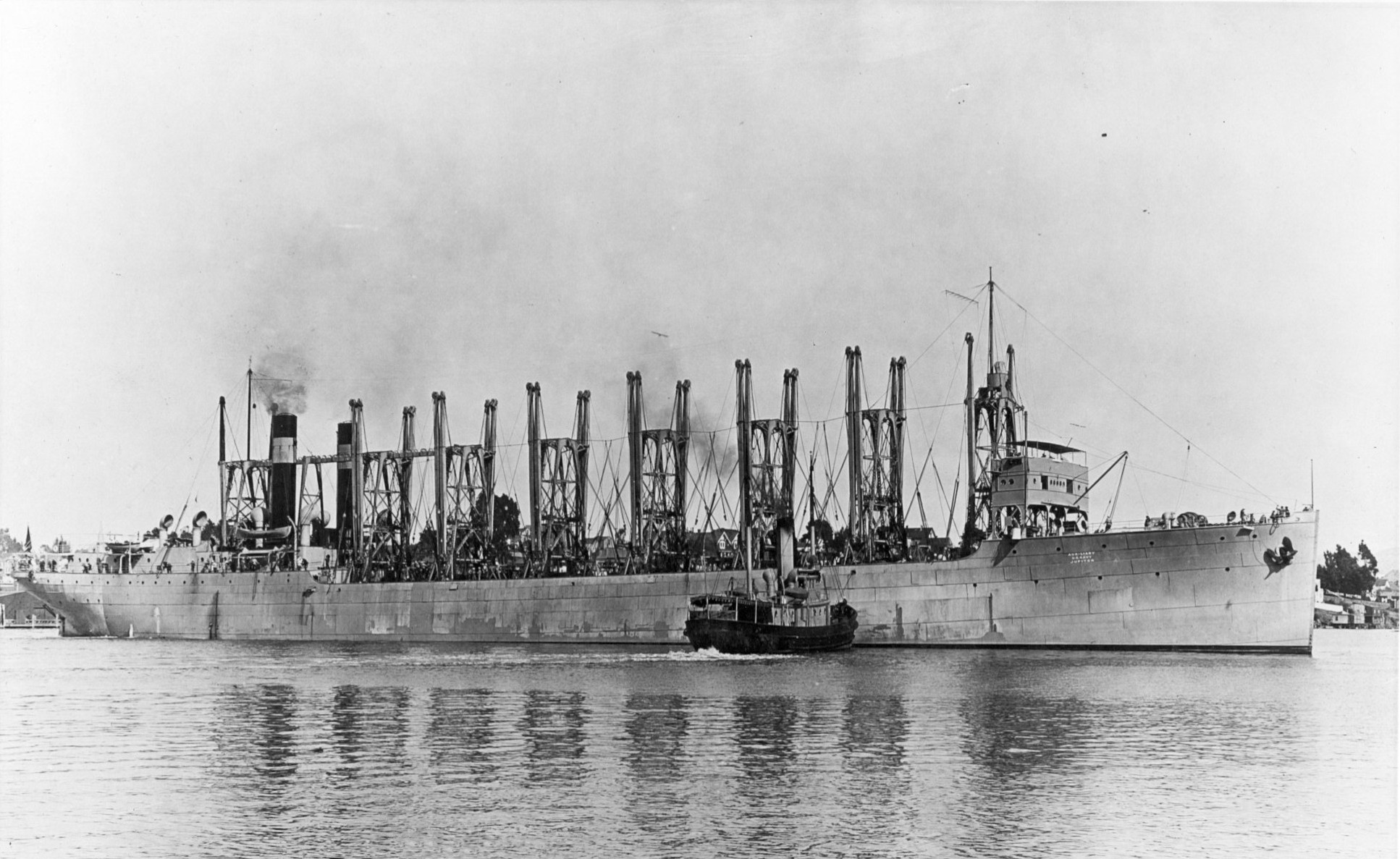
Die Jupiter, Oktober 1913

Das Schiff wurde am 18. Oktober 1911 auf der Mare Island Naval Shipyard auf Kiel gelegt und lief am 14. August 1912 als USS Jupiter vom Stapel. Es war das erste Schiff der US Navy, das von Elektromotoren angetrieben wurde. Am 7. April 1913 in Dienst gestellt, gehörte die Jupiter zunächst zur Pazifikflotte. Im Oktober 1914 wechselte das Schiff in den Atlantik, wo es während des Ersten Weltkrieges Kohlen- und Nachschubtransporte übernahm.

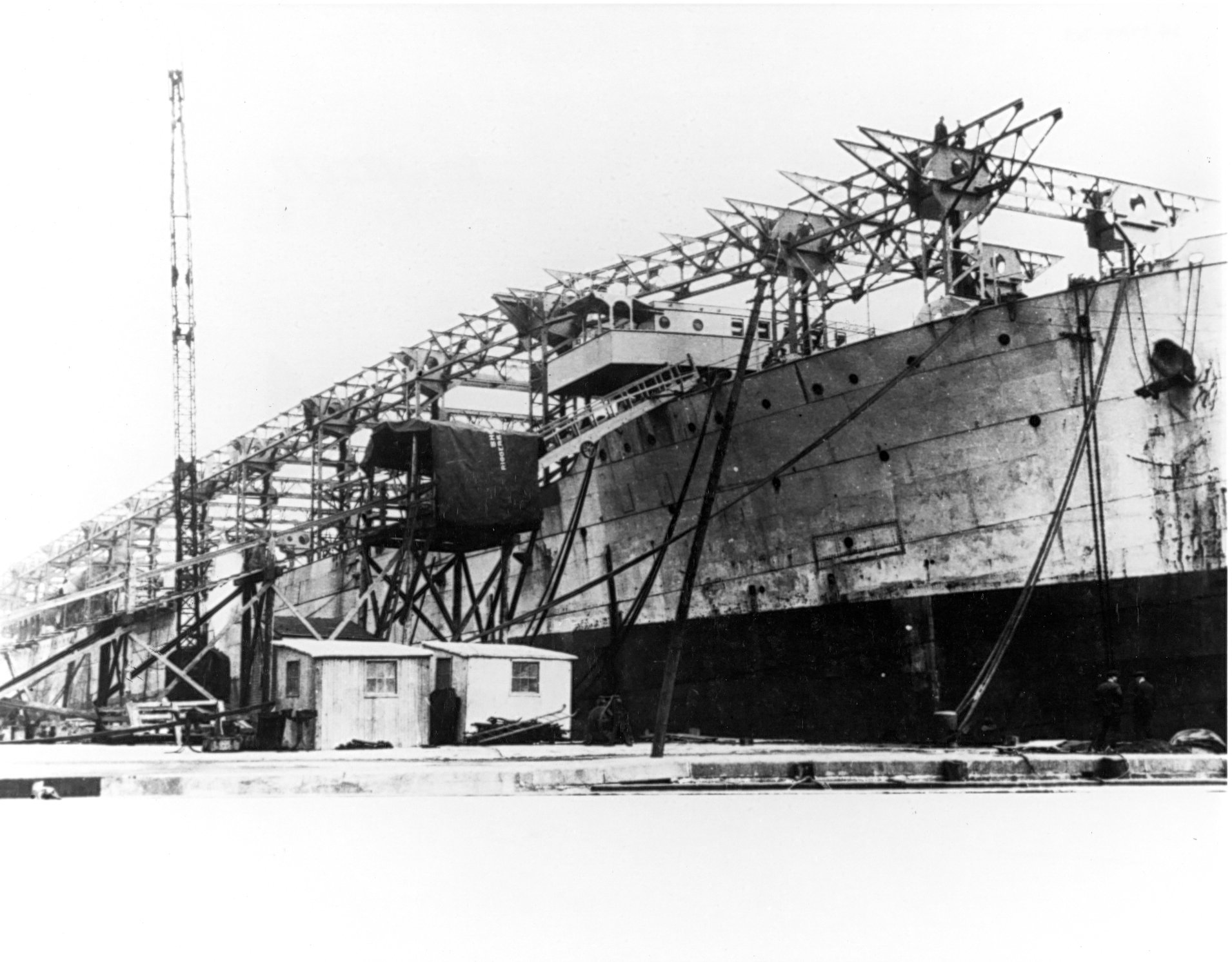
Die Langley während des Umbaus zum Flugzeugträger, Mai 1921

Von 1920 an baute die Norfolk Navy Yard die Jupiter zum ersten US-amerikanischen Flugzeugträger um. Der Träger konnte am 20. März 1922 in Dienst gestellt werden. Zu Ehren des amerikanischen Astronomen und Physikers Samuel Pierpont Langley wurde das Schiff in Langley umbenannt. Wegen ihrer fast rechteckigen Seitenansicht, bedingt durch ihre Bauart als Glattdeckträger, bekam die Langley bei den Matrosen den Spitznamen „Covered Wagon“ (dt.: Planwagen).
Am 17. Oktober 1922 gelang Leutnant Virgil C. Griffin mit einer Vought VE-7 der erste Start vom Deck eines US-Flugzeugträgers. Im Oktober und November 1922 flogen von der Langley die ersten Flugzeuge zu Testoperationen in den karibischen Raum. Danach wurde das Schiff in den Pazifik verlegt. 1924 entwickelten die Marinepiloten unter der Führung von Captain Joseph M. Reeves erfolgreich Start- und Landetechniken sowie taktische Einsatzprofile.
In den späten 1920er-Jahren stellte die US-Marine immer größere und schnellere Flugzeugträger in Dienst. Die Langley blieb aber bis 1936 als Flugzeugträger im Dienst. Dann wurde sie im Mare Island Navy Yard zum Tender für Wasserflugzeuge umgebaut. Ihre neue Klassifizierungsnummer lautete AV-3. Die gut ausgebildeten Piloten des Schiffs wurden auf die Träger Lexington und Saratoga versetzt.

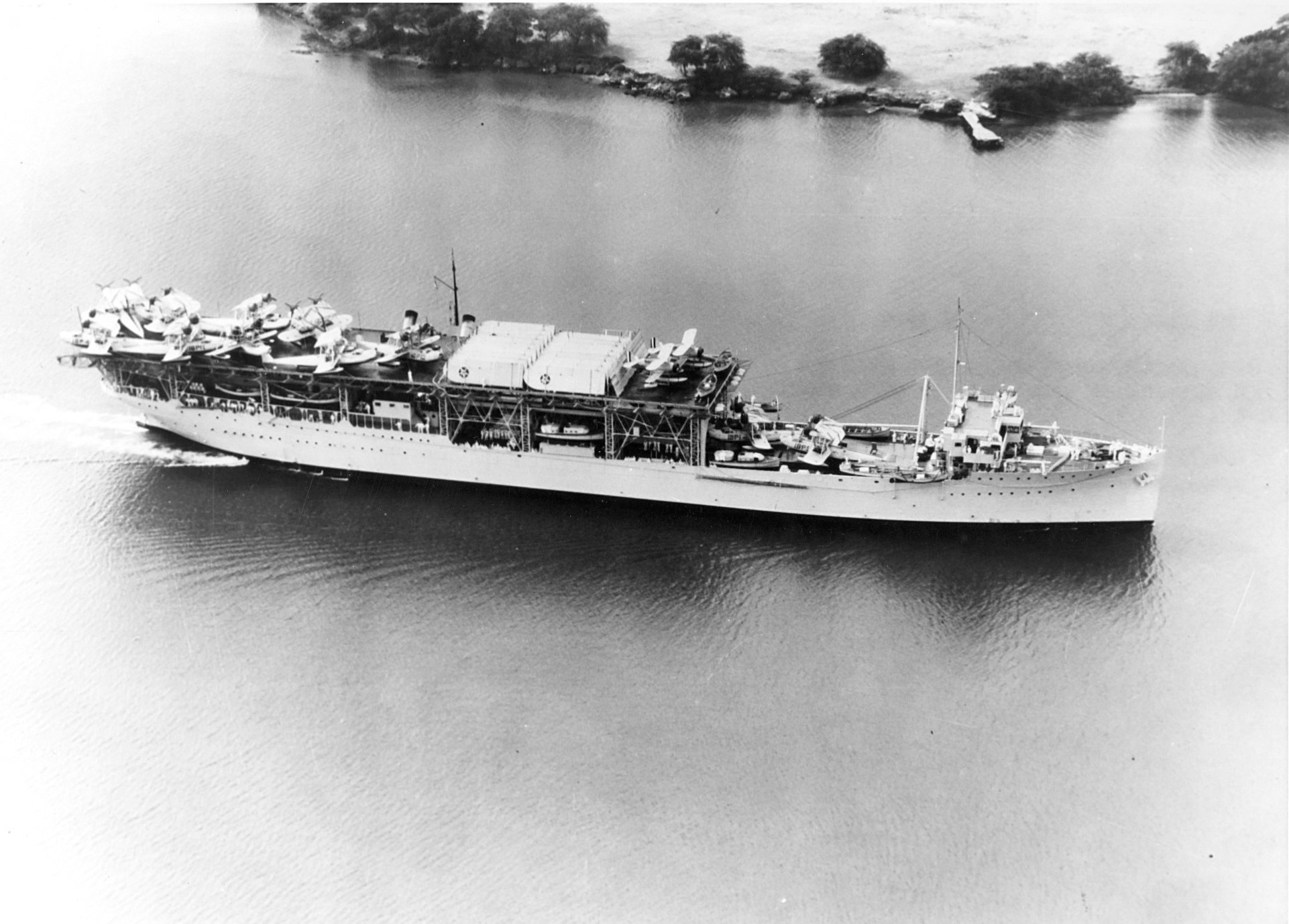
Die Langley nach ihrem Umbau zum Seeflugzeugträger

Der Umbau zum Seeflugzeugträger erfolgte mit dem Ziel, den USA den Bau des weit moderneren Trägers Wasp zu gestatten, ohne die im Washingtoner Flottenabkommen vertraglich vereinbarte Anzahl von Flugzeugträgern zu überschreiten. Durch den Umbau konnte das Schiff sowohl als Transporter für See- und Landflugzeuge eingesetzt werden, als auch als Seeflugzeugtender. Der Umbau war am 26. Februar 1937 beendet und Anfang April wurde die Langley der Aircraft Scouting Force zugeteilt. Sie wurde dann von Seattle, Sitka, Pearl Harbor und San Diego aus eingesetzt. Nach einer kurzen Verwendung 1939 im Atlantik lag sie zu Beginn des Pazifikkriegs als Tender der Pazifikflotte vor Cavite in den Philippinen vor Anker.
Als die USA in den Zweiten Weltkrieg eintraten, lag die Langley noch vor Cavite. Am 8. Dezember, nach der Invasion der Philippinen durch Japan, verließ sie Cavite in Richtung Balikpapan in Niederländisch-Ostindien. In Alarmstimmung (der Angriff auf Pearl Harbor hatte am Vortag stattgefunden) wurden 300 Schuss auf ein Objekt am Himmel abgefeuert, bevor man erkannte, dass es sich um den Planeten Venus handelte. Als der japanische Vormarsch weiterging, fuhr die Langley nach Australien und traf am 1. Januar 1942 in Darwin ein. Sie wurde dann Teil der Seestreitkräfte des amerikanisch-britisch-niederländisch-australischen Kommandos (ABDACOM). Bis zum 11. Januar unterstützte die Langley die Royal Australian Air Force bei der Durchführung von U-Boot-Patrouillen von Darwin aus.
Nach einigen Transporteinsätzen nach Balikpapan, Borneo und Darwin im Dezember 1941 unterstützte die Langley die Australische Luftwaffe Mitte Januar 1942 bei U-Boot-Suchpatrouillen vor Darwin.

## Versenkung

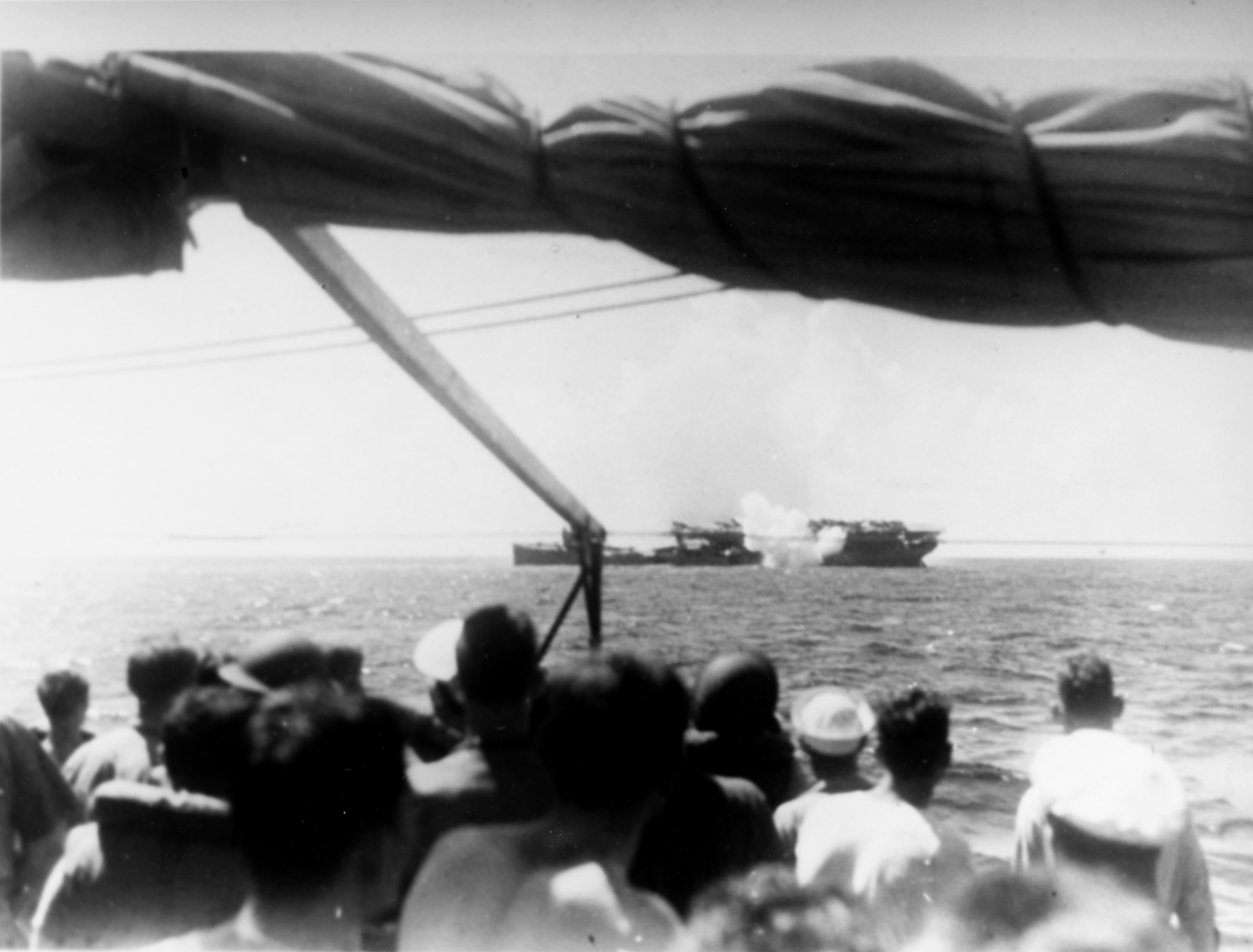
Die Langley unter Beschuss am 27. Februar 1942

Am 22. Februar 1942 lief die Langley aus dem australischen Hafen Fremantle aus, um im Auftrag des ABDACOM nach Tjilatjap auf Java zu fahren und die dortigen alliierten Einheiten mit 32 Curtiss P-40-Flugzeugen zu verstärken. Kurz vor dem Ziel wurde sie jedoch bei einem japanischen Luftangriff am 27. Februar von der dritten Angriffswelle fünfmal schwer getroffen. Dies kostete 16 Besatzungsmitglieder das Leben. Die Langley musste dann von der Mannschaft aufgegeben werden und wurde anschließend von den Begleitzerstörern Whipple und Edsall versenkt.